# Home Invasion (album)
Home Invasion è il quinto album del rapper statunitense Ice-T, pubblicato il 23 marzo 1993.
L'album, inizialmente previsto per il 1992 come da contratto con Sire Records e Warner Bros. Records, diviene invece il primo album di Ice-T prodotto sotto la propria etichetta, la Rhyme $yndicate Records. Per la distribuzione del disco l'artista si è accordato con la label Priority Records.

## Recensioni
| Recensione       | Giudizio |
| ---------------- | -------- |
| AllMusic         | [ 3 ]    |
| Robert Christgau | B+       |
| Rolling Stone    | [ 5 ]    |

Stephen Thomas Erlewine di Allmusic gli assegna un voto di 2.5/5 stelle, scrivendo: «considerando il fatto che la maggior parte di Home Invasion è stata registrata durante e dopo la tempesta di fuoco dei media scatenata da Cop Killer, non sorprende che l'album sia un prodotto incostante e incasinato, non chiaro, concentrato all'attacco di O.G. Original Gangster. Invece di produrre un album che mostra la propria confusione attraverso la musica (come il claustrofobico Welcome to the Terrordome dei Public Enemy), Ice-T fa un album confuso, incerto nella sua direzione musicale e testuale.»

## Tracce
1. Warning (Intro) – 0:36
2. It's On – 4:56 (testo: Alphonso Henderson, Tracy Marrow – musica: DJ Aladdin, SLJ, Ice-T)
3. Ice M.F. T – 3:41 (testo: Henderson, Marrow – musica: DJ Aladdin, SLJ, Ice-T)
4. Home Invasion – 2:59 (testo: Henderson, Marrow – musica: DJ Aladdin, SLJ, Ice-T)
5. G-Style – 4:29 (testo: Marrow – musica: DJ L.P., Hen Gee)
6. Addicted To Danger – 3:27 (testo: Henderson, Marrow – musica: DJ Aladdin, SLJ, Ice-T)
7. Question And Answer (Interlude) – 0:33 (testo: Henderson, Marrow)
8. Watch The Ice Break – 4:24 (testo: Henderson, Marrow – musica: DJ Aladdin, SLJ, Ice-T)
9. Race War – 4:50 (testo: Henderson, Marrow – musica: DJ Aladdin, SLJ, Ice-T)
10. That's How I'm Livin – 4:39 (testo: Henderson, Marrow – musica: DJ Aladdin, SLJ, Ice-T)
11. I Ain't New Ta This – 5:01 (testo: Henderson, Marrow – musica: DJ Aladdin, SLJ, Ice-T)
12. Pimp Behind the Wheels (featuring DJ Evil E) – 3:05 (testo: Marrow – musica: Ice-T, DJ Evil E)
13. Gotta Lotta Love – 5:24 (testo: Marrow – musica: Donald D, Ice-T)
14. Hit The Fan – 4:47 (testo: Marrow – musica: Trekah, Ice-T)
15. Depths of Hell (featuring Daddy Nitro) – 5:15 (testo: Henderson, Marrow – musica: DJ Aladdin, SLJ, Ice-T)
16. 99 Problems (featuring Brother Marquis) – 4:50 (testo: Henderson, Marrow – musica: DJ Aladdin, SLJ, Ice-T)
17. Funky Gripsta (featuring Gripsta) – 4:47 (Ice-T, DJ Aladdin)
18. Message to the Soldier – 5:36 (testo: Henderson, Marrow – musica: DJ Aladdin, SLJ, Ice-T)
19. Ain't a Damn Thing Changed (Outro) – 0:36

Durata totale: 73:55
disco bonus The Last Temptation of Ice
1. That's How I'm Livin' (On The Rox Remix) (musica: DJ Aladdin, SLJ, Ice-T)
2. Gotta Lotta Love (Tubular Bells Mix) (musica: Donald D, Ice-T)
3. I Ain't New Ta This (Radio Version) (musica: DJ Aladdin, SLJ, Ice-T)
4. Ricochet (musica: DJ Aladdin, Ice-T)
5. Addicted To Danger (Nut Shop Mix) (musica: The Beatnuts)
6. G Style (Remix) (musica: DJ L.P., Hen Gee)
7. Race War (Full Muthafuckin' Assassin Remix) (musica: DJ Aladdin, SLJ, Ice-T)

## Classifiche

### Classifiche settimanali
| Classifica (1993)         | Posizione massima |
| ------------------------- | ----------------- |
| Stati Uniti               | 14                |
| US Top R&B/Hip-Hop Albums | 9                 |